# Wuliuen
| Systeem                                                                                 | Serie        | etage        | Ouderdom (Ma) |
| --------------------------------------------------------------------------------------- | ------------ | ------------ | ------------- |
| Ordovicium                                                                              | Onder        | Tremadocien  | jonger        |
| Cambrium                                                                                | Furongien    | 10e etage    | 485,4–489,5   |
| Cambrium                                                                                | Furongien    | Jiangshanien | 489,5-494     |
| Cambrium                                                                                | Furongien    | Paibien      | 494–497       |
| Cambrium                                                                                | Miaolingien  | Guzhangien   | 497–500,5     |
| Cambrium                                                                                | Miaolingien  | Drumien      | 500,5-504,5   |
| Cambrium                                                                                | Miaolingien  | Wuliuen      | 504,5–509     |
| Cambrium                                                                                | 2e serie     | 4e etage     | 509–514       |
| Cambrium                                                                                | 2e serie     | 3e etage     | 514-521       |
| Cambrium                                                                                | Terreneuvien | 2e etage     | 521-529       |
| Cambrium                                                                                | Terreneuvien | Fortunien    | 529–541,0     |
| Ediacarium                                                                              | Ediacarium   | Ediacarium   | ouder         |
| Indeling van het Cambrium volgens de ICS. Cursieve ouderdommen zijn slechts indicaties. |              |              |               |

Het Wuliuen is een geologisch tijdperk. Het is een tijdsnede of etage in het Cambrium met een ouderdom van 504,5-509 Ma, en een onderverdeling van het Miaolingien. Het Wuliuen volgt op de nog onbenoemde 4e etage in het Cambrium, en wordt gevolgd door het Drumien.
Het Wuliuen werd in 2018 formeel vastgelegd met een GSSP (stratotype van de basis) in een ontsluiting van de Kaili-formatie in de Wuliu Shan, een berg in de Chinese provincie Guizhou. De basis ligt bij het eerste voorkomen van de trilobietensoort Oryctocephalus indicus. De top van het Wuliuen is de basis van het Drumien, die ligt bij het eerste voorkomen van de trilobiet Ptychagnostus atavus.